# 凉州之乱
凉州之乱（184年—189年）是东汉末年凉州（约在今甘肃）羌人发动的叛乱。小月氏和同情他们的汉朝叛军很快加入，意图从朝廷手中夺取凉州的控制权。此乱在黄巾之乱后不久，是一系列导致东汉衰亡的变乱之一。虽然相对未受到传统史家们的重视，此乱仍有着持久的重要意义，动摇了中央朝廷对西北的控制，为未来数百年胡人在此建立政权奠定了基础。

## 过程

### 爆发（184年）
汉光和七年（184年）冬，分别来自北地郡、安定郡以及金城郡、陇西郡枹罕、河關等地的两股羌人举事叛乱。最初，他们分头行动，都想趁机对抗经历数年的腐败和乱政已然衰弱的汉朝统治。10月或11月，募来的派遣平叛的由羌人和小月氏人组成的湟中義從胡军队在令居（音Lianju，属金城郡，在今兰州西北）兵变反抗汉朝长官，加入叛军，于路杀護羌校尉泠徵，事态升级。此时，两股羌人也合兵了，以原湟中義從胡士兵北宫伯玉和李文侯为将军。此次联合意味着叛军控制了兰州在黄河沿岸的条状地带。
短短幾星期内，叛军攻克金城郡治允吾（音Qianya），从此以金城郡为主要作乱据点。因凉州刺史左昌侵占防御军费数千万，救军不济，帮了叛军的忙。金城太守陈懿前赴叛军大营商谈释放人质，反遭叛军杀害。人质中的新安县令边章、凉州从事韩遂被说服加入了叛军。这些有誉望的人的加入使得叛军获得了更大范围的民间支持，而此二人将在叛乱逐渐进行的过程中扮演重要角色。
随后，叛军聚众十余万，攻烧州郡，天下震动。汉灵帝因此征曹操为典军校尉。边章等进围左昌于冀县总部。从事辛曾等边将起初并不想救援左昌，但很受尊敬的成功将领盖勋迫令他们前去救援。叛军因尊敬盖勋，主动撤围。此事后，左昌被虔诚的儒生宋梟取代。宋梟认为，只有在民间教授《孝经》才能平乱，不顾下级反对将这一建议上表朝廷，随即也被杨雍取代。但地方状况并未因此改善，地方官再度被叛军围攻。有应对羌乱经验的新任护羌校尉夏育在汉阳郡的右扶风地区遭句就种羌首领滇吾（音Dianyu）攻打，盖勋又一次率军往救。但这次，他在附近的狐槃遭到惨败。夏育逃走，盖勋被俘后获释去了汉阳被杨雍表为郡守，此时凉州政府显然已经不能靠自己应对叛军了。

### 朝廷回应（185年）
中平二年（185年）春，叛军已达数万人，进军汉故都长安。朝廷任征讨黄巾的名将皇甫嵩为左车骑将军，和中郎将董卓為正副帅征讨之及防御长安。皇甫嵩请求调动乌桓三千人，北军中侯邹靖却上言称乌桓兵弱，应该招募鲜卑。四府（太尉、司徒、司空、大将军府）受命商议此事，大将军掾韩卓以为乌桓兵少，又与鲜卑世代为仇敌，若乌桓被调动，则鲜卑必定袭击乌桓老家，乌桓闻讯一定会弃军回救，这样无论是对军情还是军心都没有帮助；而邹靖驻地接近边塞，若令其招募鲜卑轻骑五千，必有破敌之效。车骑将军掾应劭驳斥，称鲜卑多为不法，难以制约，建议招募善守且不背叛的陇西羌胡，选拔精勇者，多给奖赏；陇西郡太守李参沉静有谋，必能给予奖励，得其死力。韩卓不服，与应劭辩论。于是汉灵帝诏百官大会朝堂，百官都认同应劭的建议。皇甫嵩虽与扬武都尉陶谦等大破叛军，却因被宦官诬陷为久战无功，上任四个月后于七月被免职。而邊章、韓遂等势力大盛。董卓征讨无功。
凉州的持续叛乱使国库大损，朝廷不得不课税、征召劳力以应战。司徒崔烈建议放弃凉州。议郎傅燮则发表了一篇激动人心的演说，谴责崔烈，并强调凉州地处前线的重要性：“凉州官员失和，使整个凉州落入叛逆之手。崔烈身为宰相，不想着为国家想平定它的办法，却想割弃一方万里的土地，臣窃以为疑惑。如果让左衽的蛮夷占领此地，军力强盛并作乱，这将是天下最大的顾虑和社稷的深切忧患。……如果崔烈不知道这一点，他就太蠢了；如果他知道了还这么说，是不忠。”傅燮的说辞打动了汉灵帝，他拒绝了崔烈的建议。傅燮被任为汉阳太守，派往前线。
八月，司空张温被任为车骑将军取代皇甫嵩，執金吾袁滂為副，新任破虏将军董卓、荡寇将军周慎、別部司馬孫堅與司马、参军事陶謙均受徵招在其帐下共討叛军。隐士张玄建议张温趁手握大军之机剪除宦官、任用忠良，则边章之徒不足为忧，张温不能采纳。张温以诏书召董卓，问责其无功，董卓很久才到，出言不逊。孙坚耳语张温，建议张温以军法处置董卓，历数董卓罪状，称边章、韩遂跋扈多年，应当抓紧时机进军征讨，而董卓却说未可，有碍军情也让众人生疑，这是他的第二罪；未果。但董卓仍以此事记恨，为后来其杀张温埋下伏笔。张温所部十万余人马行至美阳扎营保护園陵。边章和韩遂也率本部来美阳作战，双方胜负未分，张温、董卓等一度未能取得优势。
张温出征时，调发幽州乌桓三千突骑，前中山相张纯自荐统军，张温却让涿县令公孙瓒统军。结果这些乌桓军队都叛归。张纯因不被用而怀恨，对前泰山太守张举说“今乌桓既畔（通“叛”），皆愿为乱，凉州贼起，朝廷不能禁”，认为汉朝要灭亡了，趁机作乱。
十月，谏议大夫刘陶上《陈要急八事疏》称“天下前遇张角之乱，后遭边章之寇，今西羌逆类已攻河东，恐遂转盛，豕突上京”，称边章及羌人叛军已经攻打河东，有可能势力更大而攻打长安，此祸皆由宦官而起。结果刘陶反被宦官诬陷而死。
十一月，夜间有流星如火，光長十餘丈，照亮邊章、韓遂營中，驢馬都嘶鸣。叛军以為不祥，想回到金城。董卓聞之，高兴，次日與右扶風鮑鴻等合兵攻打叛军，大破之，斬首數千級。邊章、韓遂向西败走入金城郡的榆中（今兰州附近），張溫派周慎率三萬人追討。孫堅劝说周慎：叛军城中無粮，必然要经过外面轉运糧食；他请求率萬人斷其運粮之道，周慎再以大兵繼後，叛軍必困乏而不敢戰，若其逃入羌中，众军并力征讨，則涼州可定。周慎不從，引軍圍榆中城，虽然攻破外城，但邊章、韓遂分屯葵園狹，反斷周慎運道。周慎害怕，于是弃了辎重而退兵。
董卓奉张温命攻打先零羌，在望垣被羌人包围，粮食耗尽。董卓在河上筑堤坝，作捕鱼虾状，却秘密率军渡河，得以逃脱。羌人想追击时，因被堤坝拦截的河水太深而无法渡河。此次进攻，诸将中只有董卓全军而还。董卓屯兵扶风，受封斄乡侯，邑千户。中平三年（186年）冬，朝廷因战不利而班师。
虽然美阳之战阻止了叛军向汉朝的心脏地带进军，因汉军进攻失败，叛军仍在黄河上游保有势力。渭河上游河谷成为双方争夺的地区。
上军校尉宦官蹇硕畏惧忌惮大将军何进，于是与诸常侍一同说服灵帝派何进西击边章、韩遂。灵帝从之，赐兵车百乘，虎贲斧钺。何进秘密知道蹇硕之谋，于是称已派中军校尉袁绍东击徐、兗二州黄巾军，需要等其回来了再出兵，以图延迟行程。
金城人麹胜趁乱袭杀祖厉长刘隽。县吏张绣伺机杀麹胜，郡内以为义。
敦煌太守赵岐等新获除授的诸郡太守数人行至襄武，都被边章等所扣留。叛军欲胁迫赵岐以为帅，赵岐撒谎脱身，辗转回长安。

### 地方势力试图恢复中央政权（186年 - 187年）
约186年冬，叛首边章病亡，北宫伯玉、李文侯死于内讧。新任凉州刺史耿鄙认为可以从中取利，试图在没有来自其他地区的大军援助的情况下在凉州重建汉庭的统治。傅燮试图劝阻，称百姓并未习惯耿鄙这个长官、军队也没有时间建立士气，但耿鄙仍自行其是。
187年，耿鄙集结六郡军队攻地处西疆的陇西郡。先前因陇西郡太守李参叛变，陇西郡为韩遂军所占。但耿鄙任用贪官程球为治中，让士绅和百姓寒心。四月，军队开至陇西郡治狄道时，耿鄙军发生兵变，程球和耿鄙都被杀死。变兵在狄道人王国带领下加入叛军，合围陇西以东的汉阳。傅燮身为汉阳太守，善待百姓，远近敬重，叛军在和他作战时踌躇了。叛军数次试图说服他逃跑或投降，但尽管人力物力日益短缺，傅燮仍决心誓死守城。在一场孤注一掷的冲锋中，傅燮阵亡。
此事后，耿鄙下属军司马马腾率本部投韩遂，共推王国为帅，叛军一齐劫掠长安周边地区。他们也首次统治了整个凉州。张温因而因平叛失败被解职。

### 陈仓之围（188年 - 189年）
188年末，朝廷几乎放弃收复凉州的希望，让地方自守。但当王国率大军东进攻长安门户陈仓时，朝廷再度起用皇甫嵩以解除眼前的危机。皇甫嵩被任为左将军，带兵2万；董卓也有2万部属，协助皇甫嵩。当皇甫嵩、董卓到陈仓后，董卓敦促皇甫嵩立即解围。皇甫嵩却不同意，认为陈仓防御坚固，不易被攻克，他们只需要坐等王国军泄气。王国围城八十余日，毫无进展。
189年春，王国军因疲勞放弃围城。王国军休息时，皇甫嵩下令追击。董卓据兵家“穷寇莫追（以免其死战）”的道理反对。皇甫嵩却驳回了，认为王国撤退不是有组织的，而是斗志全失的结果。皇甫嵩率本部进攻，留董卓殿后，取得大胜，斩首万余。董卓为此羞愤，从此滋生对皇甫嵩的怨恨。
陈仓之败后，王国被韩遂、马腾废黜，原信都令阎忠被推为凉州叛军的新头领。但阎忠不久去世，叛军内斗并最终分成三个集团：金城的韩遂集团，渭谷的马腾集团，枹罕（在今甘肃）的宋建集团。因为叛军的权力从起事的少数民族转移到本土汉人叛军手中，羌人和月氏人渐渐不再支持叛乱，此后也不再在此乱中起作用。
若非189年都城洛阳的变故，凉州之乱在此时本可被平定。汉灵帝于189年5月13日驾崩后，大将军何进被杀，洛阳随之发生了战斗。乱中董卓率边兵佔據洛阳并掌控朝廷，废汉少帝立汉献帝，自任相国。年末，全国爆发起事，在汉朝分裂的背景下，凉州之乱被归为边远地区的骚乱。

### 尾声：叛军的最终覆亡
中国陷入混乱并分裂后，凉州三大叛首各自成为军阀并采取不同措施以适应新的地缘政治背景。宋建远离中原纷争，自称“河首平汉王”，割据枹罕和河关地区自立约三十年之久。另一方面，韩遂和马腾卷入整个汉帝国的纷争之中，开始和为了应对讨董联军而寻求他们支持的董卓和解。192年5月董卓身亡，餘部李傕、郭汜夺取政权，分别任韩遂、马腾为镇西将军、征西将军，官方承认了两位叛首的地位。
后来，韩遂、马腾关系紧张：他们时而联盟，时而交火。209年，马腾被韩遂逼迫出逃，求助于控制华北地区和朝廷的权势军阀曹操。当时，曹操正有意于西北，因而邀请马腾来他的邺城大本营，实际以为人质。在其子马超起兵反曹后，马腾全家在212年被诛。
211年春，曹操派前军师钟繇前往渭谷，作攻打张鲁在汉中的神权割据政权状。此次入侵刺激韩遂、马超等西北军阀，他们组成联盟对抗曹操。联军在潼关之战中抵抗曹操亲自指挥的曹操军。曹操用熟练的策略缓慢行进到联军后方，同年秋在一场遭遇决战中击溃联军。潼关之败标志着西北地区的自治开始终结。
此战后，曹操向东回师，留征西护军夏侯渊负责后续工作，张既负责重建地方政府。马超在曹操离去后攻占冀城，试图筹划抵抗，和氐人建立联盟，但在213年被夏侯渊军和内部变兵联手驱逐。马超南投张鲁，后投四川的西南军阀刘备，在那里于221年过世，再未重返北方。214年，夏侯渊在長離水击败韩遂抵抗军，随即在对氐人和宋建的远征中告捷。宋建死，其都枹罕被克，属官皆被夏侯渊所杀。次年，韩遂死，余部将其首级送给曹操以示归顺。因此，由约三十年前的凉州之乱衍生而来的军事集团最终被消灭了。

## 影响
220年曹操过世，其子曹丕篡位，迫使献帝逊位，建立曹魏取代汉朝。他在位时，西北郡县得以重新设立，西北地区只爆发少数当地人的叛乱。222年，因凉州一连串战乱中止的和中亚的贸易得到官方重建。
尽管有此成果，中原对西北的权势掌控弱于凉州之乱之前的汉朝。和汉朝相比，曹魏的西北领土收缩，因为一些原郡县如宋建在枹罕建立的王国被直接废弃了。该地区的中原人口減少，终为南面山里的羌人和氐人以及北部草原的鲜卑制服。西晋初期，西北地区的各类部落反抗中国领主，先后在秃发树机能（270–280）和齐万年（296–299）的领导下破坏了该地区。晋被赶出北方后，在十六国中后期，这些民族中有影响力的部落得以繁荣起来，建立了政权。

## 流行文化
在光荣真·三國無雙系列游戏真·三國無雙6中，凉州之乱被设定为可玩阶段，以孙坚在为效力汉廷协助董卓时的具体表现为中心，使用的武将是孙策。而类似剧情则出现在真·三國無雙4，此剧本中董卓军与马腾率领的联合军均可使用，当中并无孙坚一家。
凉州之乱也在《全面战争：三国》中出现，大致与黄巾之乱同时，由北宫伯玉率领。